# Moraea atropunctata
Moraea atropunctata är en irisväxtart som beskrevs av Peter Goldblatt. Moraea atropunctata ingår i släktet Moraea och familjen irisväxter. Inga underarter finns listade i Catalogue of Life.